# Соломко Франц Михайлович
Франц Михайлович Соломко (31 січня 1933, місто Кам'янка, тепер Придністров'я, Молдова — ?) — молдавський радянський діяч, завідувач відділу промисловості ЦК КП Молдавії, 1-й секретар Тираспольського міськкому КП Молдавії. Член ЦК КП Молдавії в 1976—1986 роках. Депутат Верховної Ради Молдавської РСР 9—10-го скликань.

## Біографія
Народився в родині службовця.
У 1955 році закінчив Московський інститут сталі та сплавів.
У 1955—1957 роках — майстер, диспетчер доменного цеху Ворошиловського (Алчевського) металургійного заводу Ворошиловградської (Луганської) області.
У 1957 році — контрольний майстер ливарного цеху Кишинівського заводу «Автодеталь» Молдавської РСР.
У 1957—1963 роках — технолог, начальник цеху, начальник технічного відділу, головний інженер Рибницького машинобудівного заводу Молдавської РСР.
Член КПРС з 1959 року.
У 1963—1964 роках — секретар Рибницького міського комітету КП Молдавії.
У 1964—1966 роках — слухач Вищої партійної школи при ЦК КПРС у Москві.
У 1966—1968 роках — інспектор відділу організаційно-партійної роботи ЦК КП Молдавії.
У 1968—1970 роках — голова виконавчого комітету Оргіївської районної ради депутатів трудящих Молдавської РСР.
У 1970 році — інспектор відділу організаційно-партійної роботи ЦК КП Молдавії.
У 1970—1972 роках — 2-й секретар Тираспольського міського комітету КП Молдавії.
У 1972—1978 роках — 1-й секретар Тираспольського міського комітету КП Молдавії.
У 1978—1982 роках — завідувач відділу промисловості ЦК КП Молдавії.
18 лютого 1982 — 1990 року — голови Державного комітету із нагляду за безпечним веденням робіт у промисловості та гірничому нагляду Молдавської РСР.
Подальша доля невідома.

## Нагороди
- орден Трудового Червоного Прапора
- орден «Знак Пошани»
- медалі